# Гаузен (Рен-Грабфельд)
Гаузен (нім. Hausen) — громада в Німеччині, розташована в землі Баварія. Підпорядковується адміністративному округу Нижня Франконія. Входить до складу району Рен-Грабфельд. Складова частина об'єднання громад Фладунген.
Площа — 24,21 км2. Населення становить 674 ос. (станом на 31 грудня 2020).

## Галерея

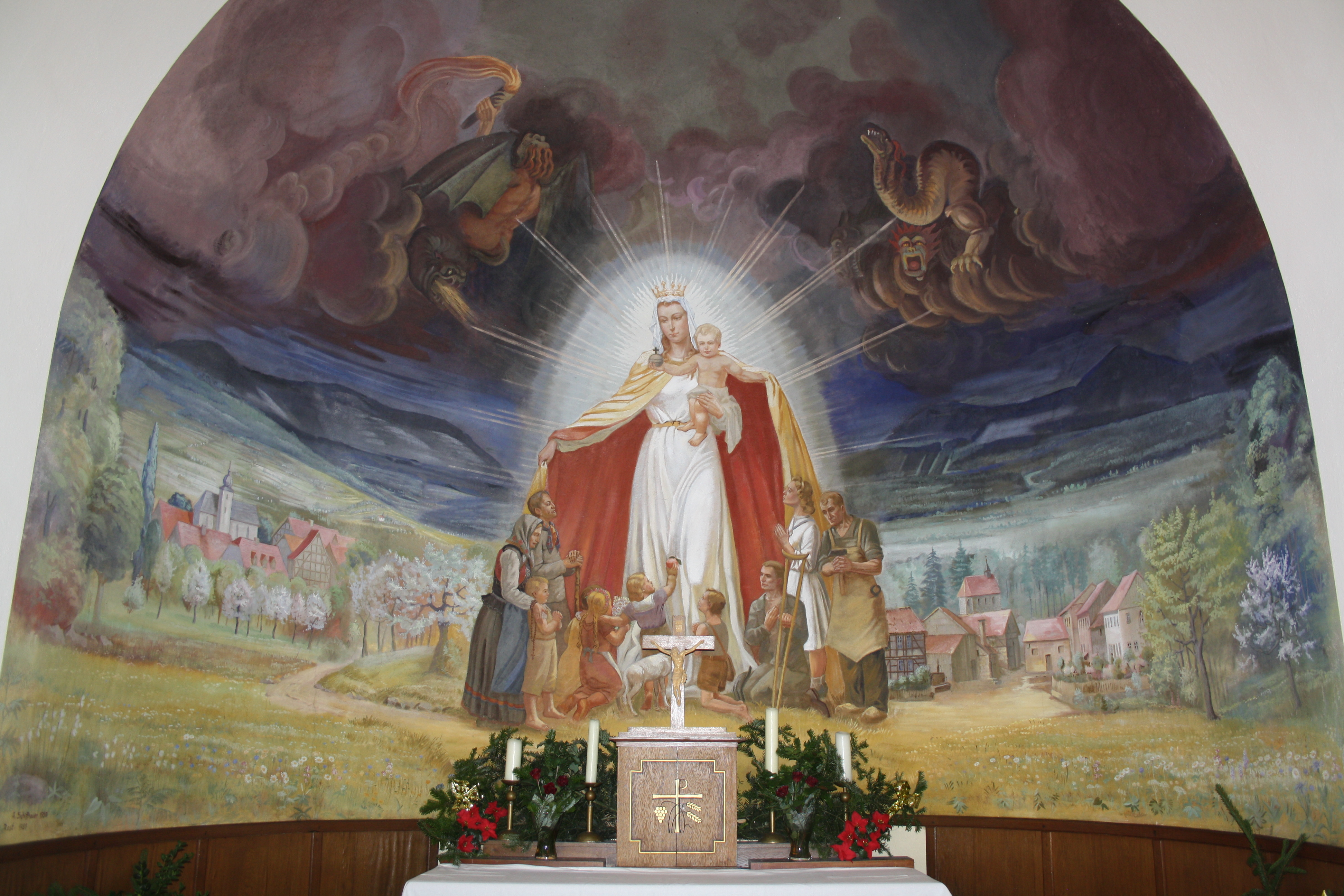